# やまなし観光推進機構
やまなし観光推進機構（やまなしかんこうすいしんきこう）は、山梨県の公益社団法人。

## 概要
2009年（平成21年）に「社団法人山梨県観光物産連盟」「大型観光キャンペーン推進協議会」「山梨インバウンド観光推進機構」の観光系3組織を統合し、「社団法人やまなし観光推進機構」として設立された。2013年（平成25年）に公益社団法人へ改組され、2017年（平成29年）には観光庁による「日本版DMO」の認定を受け現在に至っている。
主な事業としては県内の各市町村や観光事業者と連携し、国内外への観光促進と地場産業の浸透を図ることを目的としている。

## 事業内容
- 信玄公祭り

毎年4月に甲府市で開催されるイベントで、事務局を担当している。
- ウェブサイト

ポータルサイト「富士の国やまなし観光ネット」を運営し、山梨県内の観光地の特集などを手掛けている。
- 観光ツアー

富士の国山梨旅センターを立ち上げ、ウェブサイト内「いい旅やまなしナビ」内で参加者の募集を行っている。

## 主なタイアップ・コラボレーション
- ゆるキャン△ - 主な舞台が山梨県の漫画作品で、テレビアニメの放送が開始された2018年1月に専用サイトが開設され、アニメで登場した風景の取材を行い、写真や周辺観光地の情報を掲出している[2]他、2022年公開の同作品の劇場版アニメにて登場人物の一人がやまなし観光推進機構で働いている設定になっている[3]。
- 弱虫ペダル - 「サイクル王国やまなし」の一環としてるるぶトラベルと合同でスタンプラリーを開催している[4]。